# Улрих IV (Вюртемберг)
Улрих IV (на немски: Ulrich IV, * след 1315, † 24 юли 1366, замък Хоеннойфен, Нойфен) е граф на Вюртемберг заедно с брат си Еберхард II от 1344 до 1362 г.

## Биография
Той е вторият син на граф Улрих III (1286 – 1344) и Софи фон Пфирт († 25 март 1344), дъщеря на граф Теобалд фон Пфирт († 1311/1316) и на Катарина фон Клинген († 1296).
Улрих IV наследява баща си през 1344 г. заедно с брат си Еберхард II (1315 – 1392) и стои в негова сянка. Затова Улрих IV известно време желае страната да се раздели, но брат му го задължава да подпише домашен договор за нераздянето на графството на 3 декември 1361 г. На 1 май 1362 г. Улрих IV се отказва от управлението.
Улрих IV се жени преди 1350 г. за графиня Катарина фон Хелфенщайн. Бракът е бъздетен. Той умира на 24 юли 1366 г. в замък Хоеннойфен.